# Karl Esaias Sahlström
Karl Esaias Sahlström, född 6 juli 1884 i Salen i Kyrkefalla socken i Kåkinds härad i Västergötland, död 14 april 1964 i Danderyd, var geolog och arkeolog. Han är en av de viktigaste gestalterna inom Västergötlands arkeologi. 
K.E. Sahlström var son till August Svensson och Josefina Amalia Andersdotter. Fadern dog när K E Sahlström var fyra år. Sahlström bodde bland annat hos sin farbror kyrkoherde Johan Gustaf Sahlström på Eriksbergs prästgård i Eriksberg i Gäsene härad och gick i läroverket i Skara. Därefter läste han geologi, geografi och arkeologi i Uppsala. Han disputerade 1915 med doktorsavhandlingen Om Västergötlands stenåldersbebyggelse. Under 32 år, åren 1917-1949, var han skattmästare i Geologiska föreningen. År 1929 blev han korresponderande ledamot av Kungliga Vitterhets Historie och Antikvitets Akademien. Han belönades med Geologiska Föreningens förtjänstplakett 1946 och Västergötlands Fornminnesförenings förtjänstmedalj 1960.